# Reese Witherspoon
Laura Jeanne Reese Witherspoon (New Orleans, 22 marzo 1976) è un'attrice, produttrice cinematografica, produttrice televisiva e imprenditrice statunitense.
Ha ottenuto il riconoscimento per il suo ruolo di Tracy Flick in Election (1999) e di Elle Woods ne La rivincita delle bionde (2001), che le sono valse due candidature ai Golden Globe. Nel 2005, è stata apprezzata per la sua interpretazione di June Carter nel film Quando l'amore brucia l'anima - Walk the Line, per il quale si è aggiudicata il Golden Globe per la migliore attrice in un film commedia o musicale, il BAFTA alla migliore attrice protagonista, un Critics' Choice Awards, uno Screen Actors Guild Award, e il Premio Oscar alla miglior attrice. In seguito ha recitato il ruolo di Cheryl Strayed in Wild (2014), che le ha valso la sua seconda candidatura agli Oscar nella sezione miglior attrice.
Attiva anche in campo televisivo, ha prodotto e interpretato ruoli in serie televisive di successo , tra cui Big Little Lies - Piccole grandi bugie e The Morning Show che le valgono la vittoria di un secondo Golden Globe e un Premio Emmy.
Nel 2021, secondo Forbes, è l'attrice più ricca di Hollywood, con un patrimonio netto di 400 milioni di dollari.

## Biografia

### Infanzia e primi ruoli
Passa i primi anni di vita a Wiesbaden, in Germania, dove il padre John è medico al servizio delle Forze Armate statunitensi e la madre Betty Reese è infermiera pediatrica; torna quindi a stabilirsi negli Stati Uniti a Godlettsville, un sobborgo di Nashville, sua patria elettiva, dove vive sino alla metà degli anni novanta, prima di trasferirsi a Los Angeles; i suoi genitori si sono separati nel 1996.
All'età di 7 anni viene scelta come modella per uno spot TV, il che la spinge a prendere lezioni di recitazione. Esordisce al cinema nel 1991 nel film L'uomo della luna, nel quale ricopre la parte di un'adolescente che vive le prime crisi sentimentali e familiari quando la sorella maggiore si fidanza con il suo primo amore. Per questo ruolo viene candidata allo Young Artist Award. Lo stesso anno, recita nel suo primo film per la TV insieme a Patricia Arquette, Fiore selvaggio, diretto da Diane Keaton.
Prima di darsi definitivamente al cinema ha frequentato l'Università di Stanford, mirando a laurearsi in Letteratura inglese. Ha tuttavia abbandonato gli impegni di studio a fronte dell'intensificarsi della sua carriera.
Partecipa successivamente ad alcuni film giovanilistici, tra i quali spiccano Un eroe piccolo piccolo (con Danny DeVito) (1993), S.F.W. (1994), Paura (1996), con Mark Wahlberg e Alyssa Milano, Cruel Intentions (1999), adattamento del romanzo francese del XVIII secolo Les liaisons dangereuses trasposto ai giorni nostri, che vede nel cast anche Sarah Michelle Gellar e Ryan Phillippe, futuro marito di Reese e, soprattutto, Pleasantville (1998) ed Election (1999), diretto da Alexander Payne e interpretato al fianco di Matthew Broderick, per il quale viene candidata al Golden Globe e allo Independent Spirit Award e che le vale una menzione nell'elenco di première delle 100 migliori interpretazioni di tutti i tempi segnalandosi come una delle giovani attrici più versatili della sua generazione.
Sempre negli stessi anni rifiuta di partecipare a film di genere, aventi maggior impatto commerciale, quali Scream (1997), allo scopo di non legare la sua immagine ad un determinato cliché. Nel 1998 partecipa al film Twilight, recitando al fianco di Paul Newman, Susan Sarandon e Gene Hackman, che ne conferma le notevoli attitudini recitative in ruoli drammatici. Il ruolo la pone all'attenzione delle principali case di produzione.
Nel 2000 partecipa alla riduzione cinematografica di American Psycho, tratto dal romanzo di Bret Easton Ellis. Appare anche come guest star nella sesta stagione di Friends, nel ruolo di Jill Green, sorella di Rachel (Jennifer Aniston).

### Il successo eLa rivincita delle bionde

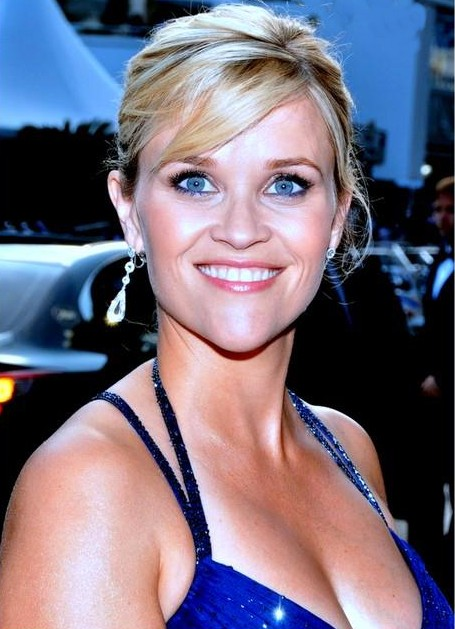
Reese Witherspoon al Festival di Cannes 2012

La sua carriera decolla definitivamente a partire dal 2001. Da quell'anno lega infatti il suo nome a commedie brillanti aventi un notevole riscontro di pubblico negli Stati Uniti, che la rendono "nuova fidanzata d'America", come accaduto a Meg Ryan un quindicennio addietro. Le viene offerta la parte di Elle Woods, una ragazza appassionata di moda che decide di diventare studentessa di Legge per seguire il suo ex ragazzo all'Università di Harvard, nel film La rivincita delle bionde. Parlando del suo personaggio, ha dichiarato "Quando ho letto il copione, ho pensato: 'Lei viene da Beverly Hills, è ricca, è in una confraternita, ha un ragazzo fantastico. Oh sì, viene scaricata. E allora? La odio lo stesso.' Quindi dovevamo fare in modo che lei fosse il tipo di persona che non puoi proprio odiare." Il film è un successo commerciale e la sua performance viene lodata dalla critica e le porta una seconda nomination al Golden Globe e un MTV Movie Award. I suoi ruoli più conosciuti sono stati quelli di Elle Woods nei film La rivincita delle bionde, del 2001 e Una bionda in carriera, sequel del 2003, nonché in Tutta colpa dell'amore del 2002, dove rivisita in chiave ironica le sue origini sudiste.
Sempre negli stessi anni partecipa a due film in costume, L'importanza di chiamarsi Ernest, tratto da Wilde (2002) e La fiera della vanità del 2004, tratto dal romanzo di William Makepeace Thackeray, (il film viene presentato al Festival di Venezia), dove recita nel ruolo della protagonista Rebecca "Becky" Sharp. L'attrice è incinta durante le riprese di quest'ultimo film e ritiene che la gravidanza l'abbia aiutata nell'interpretazione del personaggio.

### L'Oscar ed altri progetti
Ha vinto l'Oscar alla migliore attrice nel 2006 per la sua interpretazione di June Carter Cash in Quando l'amore brucia l'anima - Walk the Line, per il quale ha ricevuto anche il Golden Globe per la migliore attrice in un film commedia o musicale. Quando ha saputo che per il film avrebbe dovuto cantare dal vivo davanti a un pubblico, era così spaventata che ha chiesto al suo agente di rescindere il contratto. Dopo, ha dovuto studiare canto per sei mesi per prepararsi al ruolo.
Nel 2005 si è vista negli schermi italiani nella commedia romantica Se solo fosse vero, tratto dall'omonimo romanzo di Marc Levy, a fianco di Mark Ruffalo, discreto successo al botteghino. Due anni dopo, è tornata sul grande schermo con il thriller politico Rendition, mentre a novembre 2008 è uscita negli USA la commedia Tutti insieme inevitabilmente, che è stata un successo al botteghino nonostante recensioni soprattutto negative.
Nel 2013 viene diretta da Atom Egoyan nel thriller Devil's Knot - Fino a prova contraria accanto a Colin Firth.

### Type A
È titolare di una casa di produzione cinematografica, la Type A, la cui denominazione deriva dal soprannome attribuitole da bambina da parte dei familiari, traducibile grosso modo come "signorina 10 e lode", a riprova di un carattere perfezionista e tenace. Con la propria società ha prodotto Una bionda in carriera e Penelope, dove recita in un breve cameo a fianco di Christina Ricci.
Nel 2013 canta il brano Somethin' Stupid con Michael Bublé nell'album To Be Loved.

## Vita privata

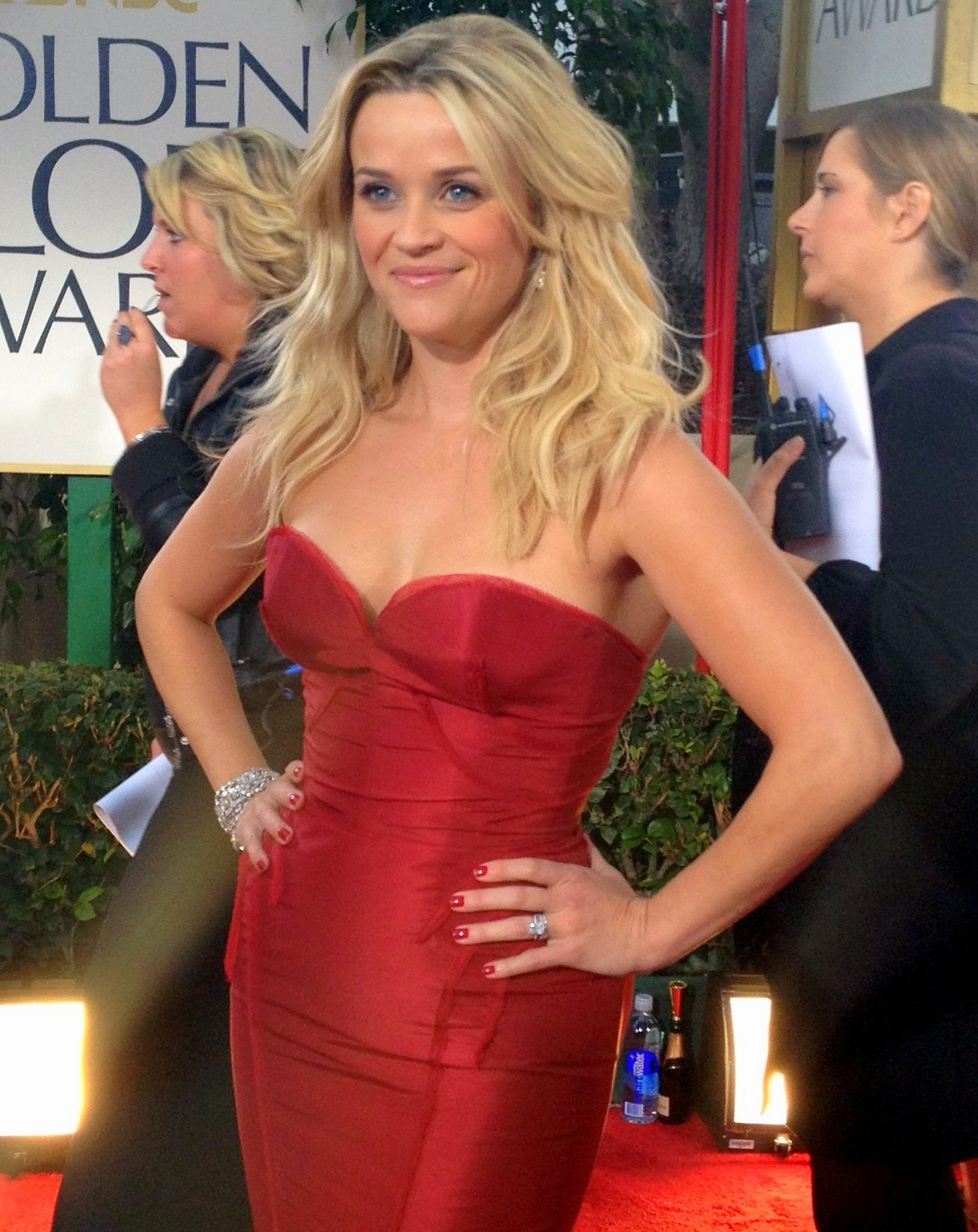
Reese Witherspoon ai Golden Globe 2012

Durante la festa del suo 21º compleanno conosce l'attore Ryan Phillippe, che sposa nel giugno 1999. La coppia ha avuto due figli: Ava Elizabeth (nata il 9 settembre 1999) e Deacon Reese (nato il 23 ottobre 2003).
Nell'ottobre 2006 Reese presenta istanza di divorzio e chiede la custodia esclusiva dei figli poiché Ryan l'aveva tradita, ma lui ottiene la custodia congiunta. Il divorzio è stato ufficializzato il 5 ottobre 2007.
In seguito è stata sentimentalmente legata all'attore Jake Gyllenhaal, conosciuto nel 2007 sul set di Rendition - Detenzione illegale. La loro relazione è terminata nel dicembre 2009.
Reese Witherspoon e l'agente Jim Toth hanno annunciato il loro fidanzamento nel dicembre 2010 e si sono sposati il 26 marzo 2011 a Ojai, in California. La coppia ha avuto un figlio, Tennessee James Toth, nato il 27 settembre 2012. La coppia ha annunciato il divorzio il 24 marzo 2023.

## Procedimenti giudiziari
La notte del 19 aprile 2013 è stata arrestata in Georgia dopo aver tentato d'impedire il fermo di polizia del marito per guida in stato di ebbrezza. L'attrice e il marito sono stati rilasciati la mattina stessa, e la Witherspoon ha chiesto scusa attraverso un rappresentante per il suo comportamento.

## Filmografia

### Attrice

#### Cinema
- L'uomo della luna (The Man in the Moon), regia di Robert Mulligan (1991)
- Sulle orme del vento (A Far Off Place), regia di Mikael Salomon (1993)
- Un eroe piccolo piccolo (Jack the Bear), regia di Marshall Herskovitz (1993)
- S.F.W. - So Fucking What, regia di Jefery Levy (1994)
- Freeway - No Exit, regia di Matthew Bright (1996)
- Paura (Fear), regia di James Foley (1996)
- Twilight, regia di Robert Benton (1998)
- Overnight Delivery, regia di Jason Bloom (1998)
- Pleasantville, regia di Gary Ross (1998)
- Cruel Intentions - Prima regola non innamorarsi (Cruel Intentions), regia di Roger Kumble (1999)
- Election, regia di Alexander Payne (1999)
- Best Laid Plans, regia di Mike Barker (1999)
- American Psycho, regia di Mary Harron (2000)
- Little Nicky - Un diavolo a Manhattan (Little Nicky), regia di Steven Brill (2000)
- La rivincita delle bionde (Legally Blonde), regia di Robert Luketic (2001)
- L'importanza di chiamarsi Ernest (The Importance of Being Earnest), regia di Oliver Parker (2002)
- Tutta colpa dell'amore (Sweet Home Alabama), regia di Andy Tennant (2002)
- Una bionda in carriera (Legally Blonde 2: Red, White & Blonde), regia di Charles Herman-Wurmfeld (2003)
- La fiera della vanità (Vanity Fair), regia di Mira Nair (2004)
- Quando l'amore brucia l'anima - Walk the Line (Walk the Line), regia di James Mangold (2005)
- Se solo fosse vero (Just Like Heaven), regia di Mark Waters (2005)
- Penelope, regia di Mark Palansky (2006)
- Rendition - Detenzione illegale (Rendition), regia di Gavin Hood (2007)
- Tutti insieme inevitabilmente (Four Christmases), regia di Seth Gordon (2008)
- Come lo sai (How Do You Know), regia di James L. Brooks (2010)
- Come l'acqua per gli elefanti (Water for Elephants), regia di Francis Lawrence (2011)
- Una spia non basta (This Means War), regia di McG (2012)
- Mud, regia di Jeff Nichols (2012)
- Devil's Knot - Fino a prova contraria (Devil's Knot), regia di Atom Egoyan (2013)
- Wild, regia di Jean-Marc Vallée (2014)
- Vizio di forma (Inherent Vice), regia di Paul Thomas Anderson (2014)
- The Good Lie, regia di Philippe Falardeau (2014)
- Fuga in tacchi a spillo (Hot Pursuit), regia di Anne Fletcher (2015)
- 40 sono i nuovi 20 (Home Again), regia di Hallie Meyers-Shyer (2017)
- Nelle pieghe del tempo (A Wrinkle in Time), regia di Ava DuVernay (2018)
- Da me o da te (Your Place or Mine), regia di Aline Brosh McKenna (2023)
- Un matrimonio di troppo (You're Cordially Invited), regia di Nicholas Stoller (2025)

#### Televisione
- Fiore selvaggio (Wildflower), regia di Diane Keaton – film TV (1991)
- Legami di sangue, vincoli d'amore (Desperate Choices: To Save My Child), regia di Andy Tennant – film TV (1992)
- Ritorno a Colomba Solitaria (Return to Lonesome Dove) – serie TV, episodi 1x01-1x02-1x04 (1993)
- Friends – serie TV, episodi 6x13-6x14 (2000)
- Freedom: A History of Us – serie TV documentario, episodi 1x03-1x08-1x10 (2003)
- I Muppet (The Muppets) – serie TV, episodio 1x05 (2015)
- Big Little Lies - Piccole grandi bugie (Big Little Lies) – miniserie TV, 14 episodi (2017-2019)
- The Morning Show (The Morning Show) – serie TV (2019-in corso)
- Tanti piccoli fuochi (Little Fires Everywhere) – miniserie TV, 8 episodi (2020)
- Friends: The Reunion, regia di Ben Winston – special TV (2021)
- My Kind of Country –  serie TV (2023)

### Doppiatrice
- King of the Hill – serie TV, episodio 4x13-4x14 (2000)
- La voce del cigno (The Trumpet of the Swan), regia di Terry L. Noss e Richard Rich (2001)
- I Simpson (The Simpsons) – serie TV, episodio 13x11 (2002)
- Mostri contro alieni (Monsters vs Aliens), regia di Rob Letterman e Conrad Vernon (2009)
- Mostri contro alieni - Zucche mutanti venute dallo spazio, regia di Peter Ramsey – film TV (2009)
- Sing, regia di Garth Jennings (2016)
- Sing 2 - Sempre più forte (Sing 2), regia di Garth Jennings (2021)

### Produttrice
- Una bionda in carriera (Legally Blonde 2: Red, White & Blonde), regia di Charles Herman-Wurmfeld (2003)
- Penelope, regia di Mark Palansky (2006)
- Ufficialmente bionde (Legally Blondes), regia di Savage Steve Holland (2009)
- L'amore bugiardo - Gone Girl (Gone Girl), regia di David Fincher (2014)
- Wild, regia di Jean-Marc Vallée (2014)
- Fuga in tacchi a spillo (Hot Pursuit), regia di Anne Fletcher (2015)
- Big Little Lies - Piccole grandi bugie (Big Little Lies) – serie TV, 14 episodi (2017-2019)
- Lucy in the Sky, regia di Noah Hawley (2019)
- Tanti piccoli fuochi (Little Fires Everywhere) – miniserie TV, 8 puntate (2020)
- Da me o da te (Your Place or Mine), regia di Aline Brosh McKenna (2023)
- Le piccole cose della vita (Tiny Beautiful Things) – miniserie TV, 8 puntate (2023)

## Riconoscimenti
- Premio Oscar
  - 2006 – Migliore attrice per Quando l'amore brucia l'anima
  - 2015 – Candidatura alla migliore attrice per Wild

- Golden Globe
  - 2000 – Candidatura alla migliore attrice in un film commedia o musicale per Election
  - 2002 – Candidatura alla migliore attrice in un film commedia o musicale per La rivincita delle bionde
  - 2006 – Migliore attrice in un film commedia o musicale per Quando l'amore brucia l'anima
  - 2015 – Candidatura alla migliore attrice in un film drammatico per Wild
  - 2018 – Candidatura alla migliore attrice in una miniserie o film televisivo per Big Little Lies - Piccole grandi bugie
  - 2020 – Candidatura alla migliore attrice in una serie drammatica per The Morning Show

- BAFTA
  - 2006 – Migliore attrice per Quando l'amore brucia l'anima
  - 2015 – Candidatura alla migliore attrice per Wild
- Critics' Choice Awards
  - 2006 - Migliore attrice per Quando l'amore brucia l'anima - Walk the Line
  - 2015 - Candidatura alla migliore attrice per Wild
  - 2018 - Candidatura alla migliore attrice in una miniserie o film per Big Little Lies - Piccole grandi bugie
  - 2024 - Candidatura alla migliore attrice in una serie drammatica per The Morning Show

- New York Film Critics Circle Awards
  - 2005 – Miglior attrice protagonista per Quando l'amore brucia l'anima - Walk the Line

- Satellite Award
  - 2000 – Candidatura alla miglior attrice in un film commedia o musicale per Election
  - 2002 – Candidatura alla miglior attrice in un film commedia o musicale per La rivincita delle bionde
  - 2005 – Miglior attrice in un film commedia o musicale per Quando l'amore brucia l'anima
  - 2015 – Candidatura alla miglior attrice per Wild

- Screen Actors Guild Award
  - 2006 – Migliore attrice per Quando l'amore brucia l'anima
  - 2015 – Candidatura alla migliore attrice per Wild
  - 2022 – Candidatura alla migliore attrice in una serie drammatica per The Morning Show[6]
  - 2022 – Candidatura al miglior cast in una serie drammatica per The Morning Show

## Doppiatrici italiane
Nelle versioni in italiano dei suoi lavori, Reese Witherspoon è stata doppiata da:
- Rossella Acerbo in Cruel Intentions - Prima regola non innamorarsi, American Psycho, La fiera della vanità, Penelope, Rendition - Detenzione illegale, 40 sono i nuovi 20, Big Little Lies - Piccole grandi bugie, The Morning Show, Tanti piccoli fuochi, Da me o da te
- Federica De Bortoli in Pleasantville, Election, Una spia non basta, Wild, Vizio di forma, Fuga in tacchi a spillo, Un matrimonio di troppo
- Valentina Mari in L'uomo della luna, La rivincita delle bionde, Una bionda in carriera, I Muppet
- Barbara De Bortoli in Freeway - No Exit, Come lo sai, Devil's Knot - Fino a prova contraria
- Georgia Lepore in Sulle orme del vento, Se solo fosse vero
- Giuppy Izzo in Tutta colpa dell'amore, Nelle pieghe del tempo
- Francesca Guadagno in S.F.W. - So Fucking What
- Tiziana Avarista in Friends
- Cristina Giachero in Paura
- Myriam Catania in Twilight
- Chiara Colizzi in Little Nicky - Un diavolo a Manhattan
- Selvaggia Quattrini in L'importanza di chiamarsi Ernest
- Elisabetta Spinelli in Quando l'amore brucia l'anima - Walk the Line
- Stella Musy in Tutti insieme inevitabilmente
- Francesca Fiorentini in Come l'acqua per gli elefanti
- Connie Bismuto in Mud
- Veronica Puccio in Cruel Intentions - Prima regola non innamorarsi (ridoppiaggio)

Come doppiatrice, la sua voce è stata sostituita da:
- Myriam Catania in Mostri contro alieni, Mostri contro alieni - Zucche mutanti venute dallo spazio
- Federica De Bortoli in Sing, Sing 2
- Ilaria Latini ne I Simpson
- Eleonora De Angelis ne La voce del cigno